# Passage Sainte-Élisabeth
Le passage Sainte-Élisabeth est une voie du 3e arrondissement de Paris, en France.

## Situation et accès
Le passage Sainte-Élisabeth est situé dans le 3e arrondissement de Paris. Il débute au 195, rue du Temple et se termine au 72, rue de Turbigo. 

## Origine du nom
Il porte ce nom car il longe l'église Sainte-Élisabeth, dont l'entrée est rue du Temple.

## Historique
Cette voie constituait le pourtour de l'église Sainte-Élisabeth.